# Marina Goliadkina
Marina Goliadkina –en ruso, Марина Голядкина; en ucraniano, Марина Голядкіна– (13 de junio de 1997) es una deportista ucraniana, nacionalizada rusa, que compite en natación sincronizada.
Participó en los Juegos Olímpicos de Tokio 2020, obteniendo una medalla de oro en la prueba de equipo. Ganó seis medallas en el Campeonato Mundial de Natación entre los años 2013 y 2019, y cinco medallas en el Campeonato Europeo de Natación entre los años 2016 y 2021.

## Palmarés internacional
| Representando a Ucrania |                         |                   |                   |
| Campeonato Mundial      |                         |                   |                   |
| Año                     | Lugar                   | Medalla           | Prueba            |
| 2013                    | Barcelona (España)      | Medalla de bronce | Combinación libre |
| Representando a Rusia   |                         |                   |                   |
| Juegos Olímpicos        |                         |                   |                   |
| Año                     | Lugar                   | Medalla           | Prueba            |
| 2020                    | Tokio (Japón)           | Medalla de oro    | Equipo            |
| Campeonato Mundial      |                         |                   |                   |
| Año                     | Lugar                   | Medalla           | Prueba            |
| 2017                    | Budapest (Hungría)      | Medalla de oro    | Equipo técnico    |
| 2017                    | Budapest (Hungría)      | Medalla de oro    | Equipo libre      |
| 2019                    | Gwangju (Corea del Sur) | Medalla de oro    | Equipo técnico    |
| 2019                    | Gwangju (Corea del Sur) | Medalla de oro    | Equipo libre      |
| 2019                    | Gwangju (Corea del Sur) | Medalla de oro    | Combinación libre |
| Campeonato Europeo      |                         |                   |                   |
| Año                     | Lugar                   | Medalla           | Prueba            |
| 2016                    | Londres (Reino Unido)   | Medalla de oro    | Equipo técnico    |
| 2016                    | Londres (Reino Unido)   | Medalla de oro    | Combinación libre |
| 2018                    | Glasgow (Reino Unido)   | Medalla de oro    | Equipo técnico    |
| 2018                    | Glasgow (Reino Unido)   | Medalla de oro    | Equipo libre      |
| 2021                    | Budapest (Hungría)      | Medalla de oro    | Equipo técnico    |